# التمرد الأناركي في ديسمبر 1933
التمرد الأناركي في ديسمبر 1933 (بالإسبانية: Insurrección anarquista de diciembre de 1933)‏ وسمي أيضا باسم ثورة ديسمبر 1933 (بالإسبانية: revolución de diciembre de 1933)‏، وهو ثالث التمردات التي قام بها الاتحاد الوطني للعمل (CNT) في إسبانيا خلال الجمهورية الثانية. الأول كان التمرد الأناركي في ألتو يوبريجات في يناير 1932، والثاني هو التمرد الأناركي في يناير 1933 حيث وقعت أحداث كاساس فيخاس الشهيرة.
بدأ التمرد الثالث بإضراب عام ثوري رافقه أداء الميليشيات المسلحة التي كان مركزها في مدينة سرقسطة وبشكل عام في أراغون ولا ريوخا حيث كان ينوي زرع الشيوعية التحررية، ثم امتدت في عدة أماكن في إكستريمادورا وأندلسيا وكاتالونيا وحوض التعدين في ليون. بدأت في سرقسطة يوم 8 ديسمبر 1933، وهو نفس تاريخ بداية انعقاد البرلمان الجديد للجمهورية بعد فوز اليمين الوسط للحزب الجمهوري الراديكالي برئاسة أليخاندرو ليروكس واليمين الكاثوليكي سيدا (CEDA) في الانتخابات العامة. وفي 18 ديسمبر شكلت أول حكومة تابعة للحزب الجمهوري الراديكالي برئاسة أليخاندرو ليروكس خلال فترة السنتين الثانية للجمهورية الإسبانية الثانية بدعم من خارج CEDA.

## التسلسل الزمني

### البداية
عندما اندلعت ثالث انتفاضة أناركية في تاريخ الجمهورية، لم تكن الحكومة الجديدة قد اكملت تشكيلها بعد. وكانت الانتفاضتان السابقتين في فترة السنتين الأولى قد فشلتا تمامًا. لذلك بمجرد ظهور نتائج الجولة الأولى من انتخابات نوفمبر 1933، فقد اتخذ القرار في الجلسة العامة الوطنية للاتحاد الوطني للعمل التي عقدت في سرقسطة في 26 نوفمبر بتشكيل لجنة ثورية مسؤولة عن تنظيمها وتوحيدها، حيث كثير من أعضاء اللجنة هم أعضاء في الاتحاد الأيبيري اللاسلطوي FAI. ففي نفس اليوم الذي تم فيه افتتاح دورة الانعقاد الجديدة للبرلمان في 8 ديسمبر، أمر الحاكم المدني لسرقسطة بإغلاق مبنى الاتحاد الوطني للعمل كتدبير وقائي ونشر قوات إنفاذ القانون في الشوارع، لكن هذا لم يمنع أنه بعد ظهر ذلك اليوم نفسه وخلال الأيام الست التالية، امتدت عمليات إطلاق النار والمواجهات بين الشرطة والثوريين الذين أرادوا زرع الشيوعية التحررية، في مدينة أصابها الشلل بسبب الإضراب. مات 12 شخصًا في اليوم الأول فقط. وبتاريخ 14 من الشهر أعلنت حالة الطوارئ وتدخل الجيش لاستعادة النظام، وقاد حرس الاقتحام الترام بمعية الجنود. وفي يوم 15 من الشهر أمرت CNT أعضائها بالعودة إلى العمل وفي اليوم التالي اعتقلت الشرطة اللجنة الثورية.

### الانتشار
امتدت حركة التمرد التي بدأت في سرقسطة إلى مواقع أخرى في أراغون ولا ريوخا حيث تم إعلان الشيوعية التحررية ووقعت فيها الأحداث الأكثر خطورة تبعتها خطة مماثلة: محاولة الاستيلاء على ثكنات الحرس المدني، احتجاز السلطات والأشخاص الأثرياء، حرق ملفات الممتلكات والوثائق الرسمية، وتوريد المنتجات وفقًا لقواعد الشيوعية التحررية. فكان رد الحكومة دائمًا لم يتغير: القمع العنيف.
كانت هناك أيضًا بعض الاضطرابات الفوضوية في أماكن منعزلة في إكستريمادورا وأندلسيا وكاتالونيا وحوض ليون للتعدين والذي كان قد سيطر عليه بالكامل يوم 15 ديسمبر.

### النتائج والآثار
كان رصيد الأيام السبعة من التمرد الأناركي في ديسمبر 1933 هو 75 قتيلاً و 101 جريحًا من المتمردين. وقتل 11 من الحرس المدني و 3 من حرس الاقتحام، وجرح 45 و 18 على التوالي من إنفاذ القانون. بالنسبة لأولئك المتورطين في ثورة ديسمبر، كما أطلق عليها بعض الأناركيين تم تطبيق قانون النظام العام الصادر سنة 1933. ومن ناحية أخرى فإن فشل ذلك التمرد ترك الاتحاد الوطني للعمل CNT مفككا ومنفصلاً وبدون أنظام اعلامي. وألقى قادة النقابات العمالية الأكثر اعتدالاً الذين طردوا من اتحاد CNT أمثال خوان بييرو من اتحاد نقابات العمال الليبراليين باللائمة على الكارثة على أكثر الفصائل تطرفًا في النقابة الأناركية وهو اتحاد FAI، الذي سيطر أعضاؤه على «اللجنة الثورية» للتمرد.
ووقعت اشتباكات عنيفة خلال التمرد مع القوى العاملة، حيث انحرفت القطارات عن مسارها، والتفجيرات وتدمير أرشيف الأهالي، وحرق الكنائس وتخريب السكك الحديدية والجسور وخطوط التلغراف والهاتف، إلى جانب العديد من عمليات إطلاق النار والمناوشات. وقع تسعة عشر قتيلا بسبب خروج قطار برشلونة-إشبيلية السريع في بوزول (بلنسية).